# Silvano Ippoliti
Silvano Ippoliti (Cagli, 24 gennaio 1922 – Roma, 1º gennaio 1994) è stato un direttore della fotografia italiano.
È stato collaboratore del regista Tinto Brass per oltre vent'anni, curando la fotografia di tredici dei suoi quattordici film da Col cuore in gola del 1967 a Così fan tutte del 1992.

## Biografia
Silvano Ippoliti viene introdotto nel mondo del cinema dalla sorella Iria, impiegata a Cinecittà, che gli fa conoscere Anchise Brizzi, all'epoca responsabile del reparto operatori. Nel corso degli anni quaranta matura la propria formazione professionale nelle troupe di Arturo Gallea, Massimo Terzano, Rodolfo Lombardi e Gábor Pogány.
Incomincia a lavorare come operatore di macchina nel 1949, per il film Catene, diretto da Raffaello Matarazzo e fotografato da Mario Montuori. Ricopre questo ruolo per oltre un decennio, lavorando a fianco di Mario Albertelli, del cognato Roberto Gerardi e infine di Giuseppe Rotunno per i film di Luchino Visconti Le notti bianche (1957) e Rocco e i suoi fratelli (1960).
Esordisce come direttore della fotografia all'inizio degli anni sessanta e nel 1967 lavora per la prima volta con Tinto Brass, per il film di ambientazione londinese Col cuore in gola. È l'inizio di un duraturo sodalizio professionale che si sviluppa per ben venticinque anni, sia in campo cinematografico sia pubblicitario, fino a Così fan tutte.
Al periodo migliore della sua carriera, tra la fine degli anni sessanta e l'inizio dei settanta, appartengono L'amante di Gramigna (1968) di Carlo Lizzani, la commedia storica Nell'anno del Signore (1969) di Luigi Magni, gli impegnati Gott mit uns (Dio è con noi) (1970) e Sacco e Vanzetti (1971) di Giuliano Montaldo, il fantapolitico L'invenzione di Morel (1974) di Emidio Greco. 
Ma già in quegli anni e poi in proporzione crescente in quelli successivi lavora a meno ambiziose produzioni di genere, con Pasquale Festa Campanile, Bruno e Sergio Corbucci, tra cui diverse commedie popolari con Bud Spencer e Terence Hill.

## Filmografia

### Operatore di macchina
- Catene, regia di Raffaello Matarazzo (1949)
- Totò sceicco, regia di Mario Mattoli (1950)
- Core 'ngrato, regia di Guido Brignone (1951)
- 47 morto che parla, regia di Carlo Ludovico Bragaglia (1952)
- A fil di spada, regia di Carlo Ludovico Bragaglia (1952)
- Napoli piange e ride, regia di Flavio Calzavara (1954)
- Peppino e la vecchia signora di Emma Gramatica e Piero Ballerini (1954)
- Ballata tragica, regia di Luigi Capuano (1954)
- I colpevoli, regia di Turi Vasile (1957)
- Susanna tutta panna, regia di Steno (1957)
- Le notti bianche, regia di Luchino Visconti (1957)
- Gambe d'oro, regia di Turi Vasile e Antonio Margheriti (1958)
- Esterina, regia di Carlo Lizzani (1959)
- Storie d'amore proibite (Le secret du Chevalier d'Éon), regia di Jacqueline Audry (1959)
- La grande guerra, regia di Mario Monicelli (1959)
- A qualcuna piace calvo, regia di Mario Amendola (1960)
- La sposa bella (The Angel Wore Red), regia di Nunnally Johnson (1960)
- Rocco e i suoi fratelli, regia di Luchino Visconti (1960)
- I compagni, regia di Mario Monicelli (1963)

### Direttore della fotografia
- La mina, regia di Giuseppe Bennati (1958)
- Il carro armato dell'8 settembre, regia di Gianni Puccini (1960)
- Io bacio... tu baci, regia di Piero Vivarelli (1961)
- Quattro notti con Alba, regia di Luigi Filippo D'Amico (1962)
- Solo contro Roma, regia di Luciano Ricci (1962)
- Sodoma e Gomorra (Sodom and Gomorrah), regia di Robert Aldrich (1962)
- Ercole sfida Sansone, regia di Pietro Francisci (1963)
- Degueyo, regia di Giuseppe Vari (1966)
- 2+5 missione Hydra, regia di Pietro Francisci (1966)
- Navajo Joe, regia di Sergio Corbucci (1966)
- Col cuore in gola, regia di Tinto Brass (1967)
- LSD - Inferno per pochi dollari, regia di Massimo Mida (1967)
- I 4 tassisti, regia di Giorgio Bianchi (1967)
- Nerosubianco, regia di Tinto Brass (1967)
- Capriccio all'italiana, episodio Il mostro della domenica, regia di Steno (1968)
- Satanik, regia di Piero Vivarelli (1968)
- L'urlo, regia di Tinto Brass (1968)
- A qualsiasi prezzo, regia di Emilio Miraglia (1968)
- Il grande silenzio, regia di Sergio Corbucci (1968)
- L'amante di Gramigna, regia di Carlo Lizzani (1968)
- L'oro di Londra, regia di Guglielmo Morandi (1968)
- Nell'anno del Signore, regia di Luigi Magni (1969)
- La donna invisibile, regia di Paolo Spinola (1969)
- Gott mit uns (Dio è con noi), regia di Giuliano Montaldo (1969)
- Un'estate con sentimento, regia di Roberto B. Scarsella (1970)
- Dropout, regia di Tinto Brass (1970)
- Sacco e Vanzetti, regia di Giuliano Montaldo (1971)
- L'iguana dalla lingua di fuoco, regia di Riccardo Freda (1971)
- Il merlo maschio, regia di Pasquale Festa Campanile (1971)
- La vacanza, regia di Tinto Brass (1971)
- Quando le donne persero la coda, regia di Pasquale Festa Campanile (1971)
- La calandria, regia di Pasquale Festa Campanile (1972)
- Il sorriso della iena, regia di Silvio Amadio (1972)
- Funerale a Los Angeles (Un homme est mort), regia di Jacques Deray (1972)
- Jus primae noctis, regia di Pasquale Festa Campanile (1972)
- Tony Arzenta - Big Guns, regia di Duccio Tessari (1973)
- Piedone lo sbirro, regia di Steno (1973)
- L'invenzione di Morel, regia di Emidio Greco (1974)
- Il ritorno di Zanna Bianca, regia di Lucio Fulci (1974)
- Vieni, vieni amore mio, regia di Vittorio Caprioli (1975)
- Appuntamento con l'assassino (L'agression), regia di Gérard Pirès (1975)
- Salon Kitty, regia di Tinto Brass (1975)
- Come una rosa al naso, regia di Franco Rossi (1976)
- La gang del parigino (Le gang), regia di Jacques Deray (1977)
- Il prefetto di ferro, regia di Pasquale Squitieri (1977)
- Gegè Bellavita, regia di Pasquale Festa Campanile (1979)
- L'umanoide, regia di Aldo Lado (1979)
- Caligola, regia di Tinto Brass (1979)
- Action, regia di Tinto Brass (1980)
- Barbara, regia di Gino Landi (1980)
- Poliziotto superpiù, regia di Sergio Corbucci (1980)
- Odio le bionde, regia di Giorgio Capitani (1980)
- Teste di quoio, regia di Giorgio Capitani (1981)
- Bollenti spiriti, regia di Giorgio Capitani (1981)
- Canto d'amore, regia di Elda Tattoli (1982)
- Cane e gatto, regia di Bruno Corbucci (1983)
- La chiave, regia di Tinto Brass (1983)
- Delitto in Formula Uno, regia di Bruno Corbucci (1984)
- I sette magnifici gladiatori, regia di Claudio Fragasso e Bruno Mattei (1984)
- Non c'è due senza quattro, regia di Enzo Barboni (1984)
- Schiave bianche - Violenza in Amazzonia, regia di Mario Gariazzo (1985)
- Miranda, regia di Tinto Brass (1985)
- Il pentito, regia di Pasquale Squitieri (1985)
- L'attenzione, regia di Giovanni Soldati (1985)
- Miami Supercops - I poliziotti dell'8ª strada, regia di Bruno Corbucci (1985)
- Laggiù nella giungla, regia di Stefano Reali (1986)
- Superfantagenio, regia di Bruno Corbucci (1986)
- Capriccio, regia di Tinto Brass (1987)
- Spettri, regia di Marcello Avallone (1987)
- Big Man, regia di Steno (1988) (TV)
- Maya, regia di Marcello Avallone (1988)
- Paprika, regia di Tinto Brass (1991)
- Così fan tutte, regia di Tinto Brass (1992)